# Drosophila ingrica
Drosophila ingrica este o specie de muște din genul Drosophila, familia Drosophilidae, descrisă de Walter Leopold Victor Hackman în anul 1957. Conform Catalogue of Life specia Drosophila ingrica nu are subspecii cunoscute.